# VLT Survey Telescope
Le télescope de sondage du VLT, en anglais VLT Survey Telescope (en abrégé VST), est un télescope situé à l'Observatoire du Cerro Paranal, dans le désert d'Atacama, au nord du Chili. Il a pour objectif d'être un complément au Very Large Telescope (VLT). Il est logé dans une enceinte immédiatement adjacente aux quatre télescopes unitaires du Very Large Telescope au sommet du Cerro Paranal. 
Le VST est un télescope avec un miroir principal de 2,65 mètres de diamètre, équipé d'OmegaCAM, une caméra de 268 millions de pixels avec un champ équivalent à quatre fois la pleine Lune. Il complétera VISTA, un télescope infrarouge également situé au Paranal, et étudiera le rayonnement visible du ciel. C'est d'ailleurs le plus grand télescope au monde conçu pour surveiller exclusivement le ciel en lumière visible.
VISTA et le VST produiront d'importantes quantités de données – une unique image prise par VISTA à 67 millions de pixels et une image d'OmegaCAM sur le VST aura 268 mégapixels. Ces deux télescopes produiront chaque nuit beaucoup plus de données que tous les autres instruments du VLT réunis. Ensemble, ils produiront plus de 100 téraoctets de données par an. Ce sont probablement les télescopes les plus puissants au monde dédiés à de grands relevés d'images. Ils ont d'ailleurs considérablement augmenté le potentiel de découvertes scientifiques de l'Observatoire Paranal par an.
Le programme VST est une coopération entre l'Osservatorio Astronomico di Capodimonte (OAC), situé à Naples, en Italie, et l'Observatoire européen austral (ESO), constructeur du VLT, qui a débuté en 1997. L'OAC est l'un des instituts membres de l'Istituto Nazionale di AstroFisica (INAF), qui a créé un institut distinct pour la coordination des aspects technologiques et scientifiques du projet, nommé Centro VST a Napoli (VSTceN). VSTceN a été fondé et dirigé par le professeur Massimo Capaccioli du projet VST, et hébergé à l'OAC. L'ESO et VSTceN ont collaboré à la phase de commande, tandis que l'ESO était responsable des travaux de génie civil et du dôme sur le site. Le télescope a maintenant commencé ses observations et l'ESO est seul responsable de la gestion de ses opérations et de sa maintenance. Le VST est devenu opérationnel en 2011.

## Construction
Pendant sa construction, le miroir primaire a été détruit en 2002 alors qu'il était transporté d'Europe au Chili. Le miroir secondaire a également été endommagé pendant le transport, bien que très légèrement, et a dû être renvoyé pour réparation. Bien qu'une série d'actions d'urgence ait été invoquée pour résoudre ces problèmes avec un minimum d'impact sur le programme VST, le télescope a tout de même subi quelques retards. Mais maintenant, avec le secondaire réparé et la réplique du miroir primaire vérifiée pour avoir la qualité exceptionnelle de l'original, la construction du VST a pu être enfin terminée. La première lumière du télescope a eu lieu en 2011. La perte du premier miroir en 2002 a entraîné des gros retards dans la construction du télescope. Le nouveau primaire et le secondaire réparé ont été achevés en 2006. Les tests ont été terminés en Italie et le télescope a été démonté, peint puis emballé, puis expédié et monté à Paranal. Les premières pièces sont arrivées en juin 2007 et la première phase d'intégration à Paranal s'est achevée en avril 2008. Les miroirs ont été stockés pendant que leurs cellules étaient construites; d'autres retards se sont produits lorsque la cellule du miroir primaire a subi des dégâts d'eau pendant son transit vers le Chili, ce qui a nécessité son retour en Europe pour réparation. Les premières images du VST sont finalement sorties le 8 juin 2011. L'INAF a conçu et construit le télescope avec la collaboration des principales industries italiennes, et l'ESO est responsable de l'enceinte et des travaux de génie civil sur le site. OmegaCAM, la caméra du VST, a été conçue et construite par un consortium comprenant des instituts aux Pays-Bas, en Allemagne et en Italie avec des contributions majeures de l'ESO. La nouvelle installation sera exploitée par l'ESO, qui archivera et distribuera également les données du télescope.
À la fin de sa construction, il était dit que le VST était le plus grand télescope au monde conçu pour sonder exclusivement le ciel en lumière visible, ce qui est encore d'actualité aujourd'hui (janvier 2023). Au cours des prochaines suivantes, le VST et sa caméra OmegaCAM effectueront plusieurs relevés très détaillés du ciel austral. Toutes les données de l'enquête seront rendues publiques des années plus tard.

### Premières images

Deuxième image du VST.

La première image du VST fut publiée le 8 juin 2011, après son entrée en opération. Celle-ci montre la région de formation d'étoiles de Messier 17, également connue sous le nom de Nébuleuse Oméga ou Nébuleuse du Cygne, comme elle n'a jamais été vue auparavant. Cette vaste région de gaz, de poussière et de jeunes étoiles chaudes se situe dans le cœur de la Voie Lactée dans la constellation du Sagittaire. Le champ de vision fourni par le VST est si large que toute la nébuleuse, y compris ses parties extérieures les plus faibles, est capturée sur toute l'image. Les données ont été traitées à l'aide du logiciel de traitement d'image Astro-WISE développé par Edwin Valentijn (nl) et collaborateurs à Groningue.
La deuxième image du VST fut également publiée le 8 juin 2011, et est peut-être le meilleur portrait de l'amas globulaire de Omega Centauri jamais réalisé. Omega Centauri, dans la constellation du Centaure, est le plus grand amas globulaire connu à ce jour, mais le champ de vision très large de VST et la puissance de OmegaCAM peut englober même les régions extérieures de cet objet diffus. La vue du VST totalise plus d'environ 300 000 étoiles. Les données ont été traitées à l'aide du système VST-Tube développé par  A. Grado et des collaborateurs de l'Observatoire INAF-Capodimonte. 
La troisième image du VST, publiée le même jour que les autres, montre un triplet de galaxies brillantes dans la constellation du Lion, nommé le triplet du Lion, ainsi qu'une multitude d'objets plus faibles : des galaxies d'arrière-plan éloignées et des étoiles beaucoup plus proches de la Voie lactée. L'image fait allusion à la puissance du VST et d'OmegaCAM pour étudier l'Univers situé dans une fenêtre extragalactique et pour cartographier les objets à faible luminosité du halo galactique. L'image est un composite créé en combinant des expositions prises à travers trois filtres différents. La lumière qui traversait un filtre proche infrarouge était colorée en rouge, la lumière rouge était colorée en vert et la lumière verte était colorée en magenta.

## Informations techniques

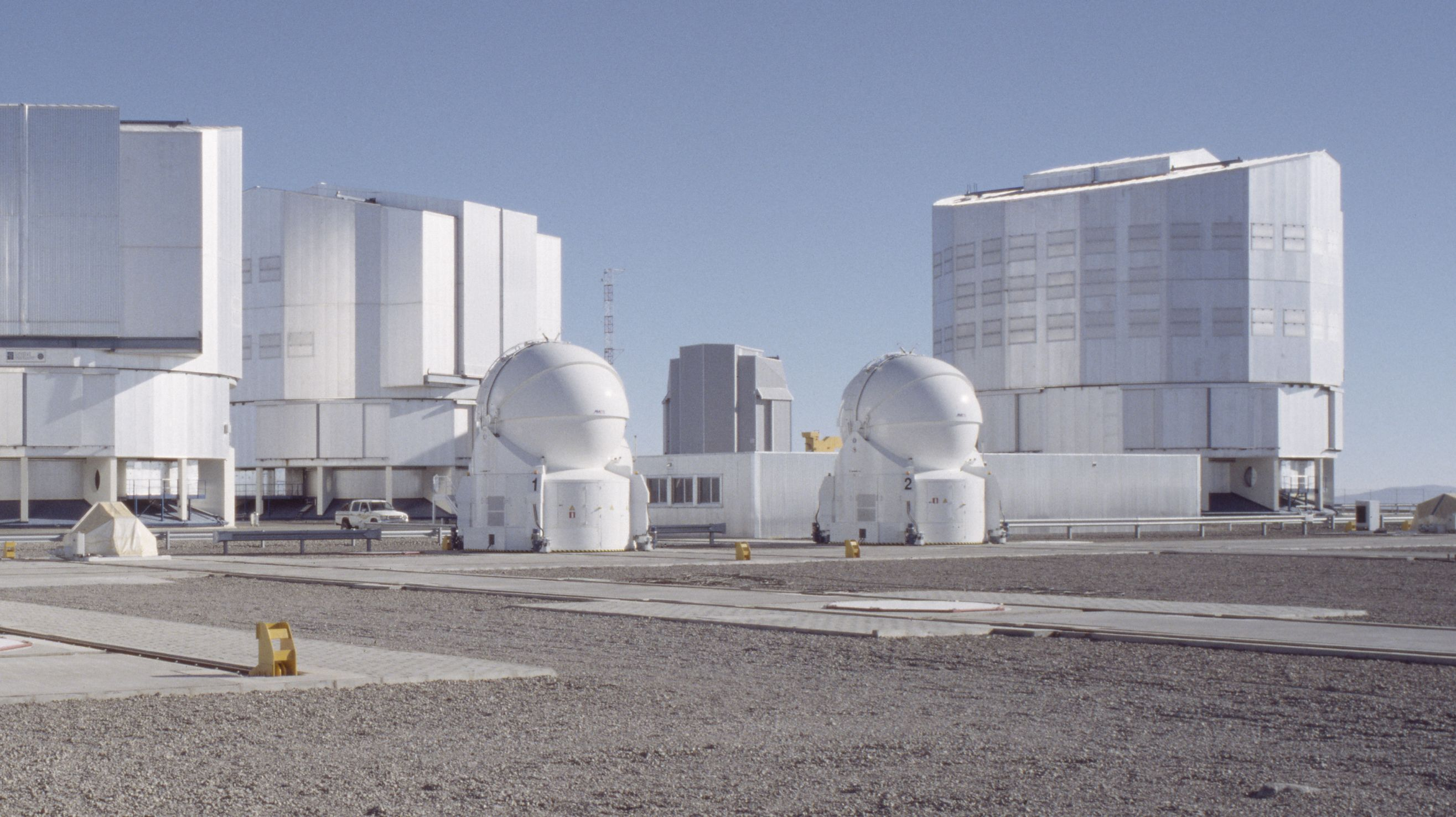
Vue de l'observatoire du Cerro Paranal avec trois des quatre unités du Very Large Telescope en premier plan et le VST en arrière plan.

Le VST est un télescope d'étude à grand champ, étant installé sur une monture alt-azimutal, avec un miroir primaire de 2,65 mètres de diamètre, un miroir secondaire de 0,94 mètre et une résolution angulaire de 0,22 seconde d'arc. Le télescope a été construit de 2007 à 2011 à l'observatoire du Cerro Paranal, au Chili. 
Avec un champ de vue d'un degré carré (environ deux fois le diamètre d'une pleine lune), son rôle scientifique principal est d'être un instrument d'imagerie à grand champ pour explorer la structure à grande échelle de l'univers (comme visible depuis l'hémisphère sud). Il sert notamment à l'identification de candidats pour des observations approfondies par le Very Large Telescope.
Pour ça, il est équipé d'une caméra observant dans le spectre visible. Grâce à cette dernière, nommée OmegaCAM, le VST est capable d'obtenir une résolution angulaire très élevée (possiblement en dessous de 0,216 seconde d'arc par pixel), et il est capable d'effectuer des projets de relevés astronomiques automatisés dans la partie visible (pour l'œil humain) du spectre électromagnétique.

### Optique du télescope

Le VST sur sa monture dans son enceinte.

L'optique du VST a été conçue à l'INAF en collaboration avec l'ESO. Le télescope a deux miroirs, le miroir primaire (M1) et un miroir secondaire plus petit (M2), qui réfléchissent la lumière venant du ciel vers OmegaCAM. Les deux miroirs sont fabriqués à partir d'un matériau céramique cristallin appelé Sitall (en), spécialement choisi pour sa faible dilatation thermique. Le miroir primaire M1 est le plus grand des deux, avec un diamètre de 265 cm (2,65 mètres), une épaisseur de 14 cm, et un rapport focal de (f/3.6). Le miroir secondaire fait moins de la moitié de la taille de M1 avec un diamètre de seulement 93,8 cm, une épaisseur de 13 cm et un rapport focal de (f/4.7). Le télescope a en lui même une longueur focale de 14 416 mm.
Un système d'optique active, contrôlé par ordinateur, permet de distordre la forme de M1 et la position de M2. Cette technologie préserve la qualité optique de l'image en gardant les miroirs parfaitement positionnés à tout moment. M1 est continuellement remodelé par un réseau d'actionneurs de 84 moteurs axiaux répartis sous la surface du miroir et 24 moteurs radiaux disposés latéralement. Toujours dans la cellule du miroir primaire se trouve un autre instrument capable de modifier la configuration optique du télescope, en passant d'un correcteur composé d'un double ensemble de lentilles, à un correcteur de dispersion atmosphérique, appelé ADC pour Atmospheric Distortion Corrector, composé d'un ensemble de prismes contrarotatifs, capable de corriger les phénomènes de dispersion optique dus à la variation de masse d'air, induite par le changement d'angle de l'altitude. Le miroir secondaire est également contrôlé activement par une plateforme déformable capable d'incliner le miroir lors de l'exposition. Le système d'optique active comprend également un analyseur de front d'onde Shack-Hartmann, monté sous la cellule du miroir primaire avec le système de guidage local, capable de fournir la rétroaction de la correction optique. Ces systèmes donnent au VST la capacité d'être autonome en termes de guidage, de suivi et de contrôle de l'optique active.
La construction du VST a subi plusieurs mésaventures malheureuses, qui étaient pour la plupart dues à des cas de force majeure et indépendantes de la volonté des constructeurs. Le premier miroir primaire a été détruit en 2002 alors qu'il était transporté d'Europe au Chili. Le M2 a également été endommagé pendant le transport, bien que légèrement, et a dû être renvoyé pour réparation. Bien qu'une série d'actions d'urgence ait été invoquée pour résoudre ces problèmes avec un minimum d'impact sur le programme VST, le télescope a tout de même subi quelques retards. Mais maintenant, avec M2 réparé et la réplique du miroir M1 vérifiée pour avoir la qualité exceptionnelle de l'original, la construction du VST a pu être enfin terminée. La première lumière du télescope a eu lieu en 2011.

### OmegaCAM

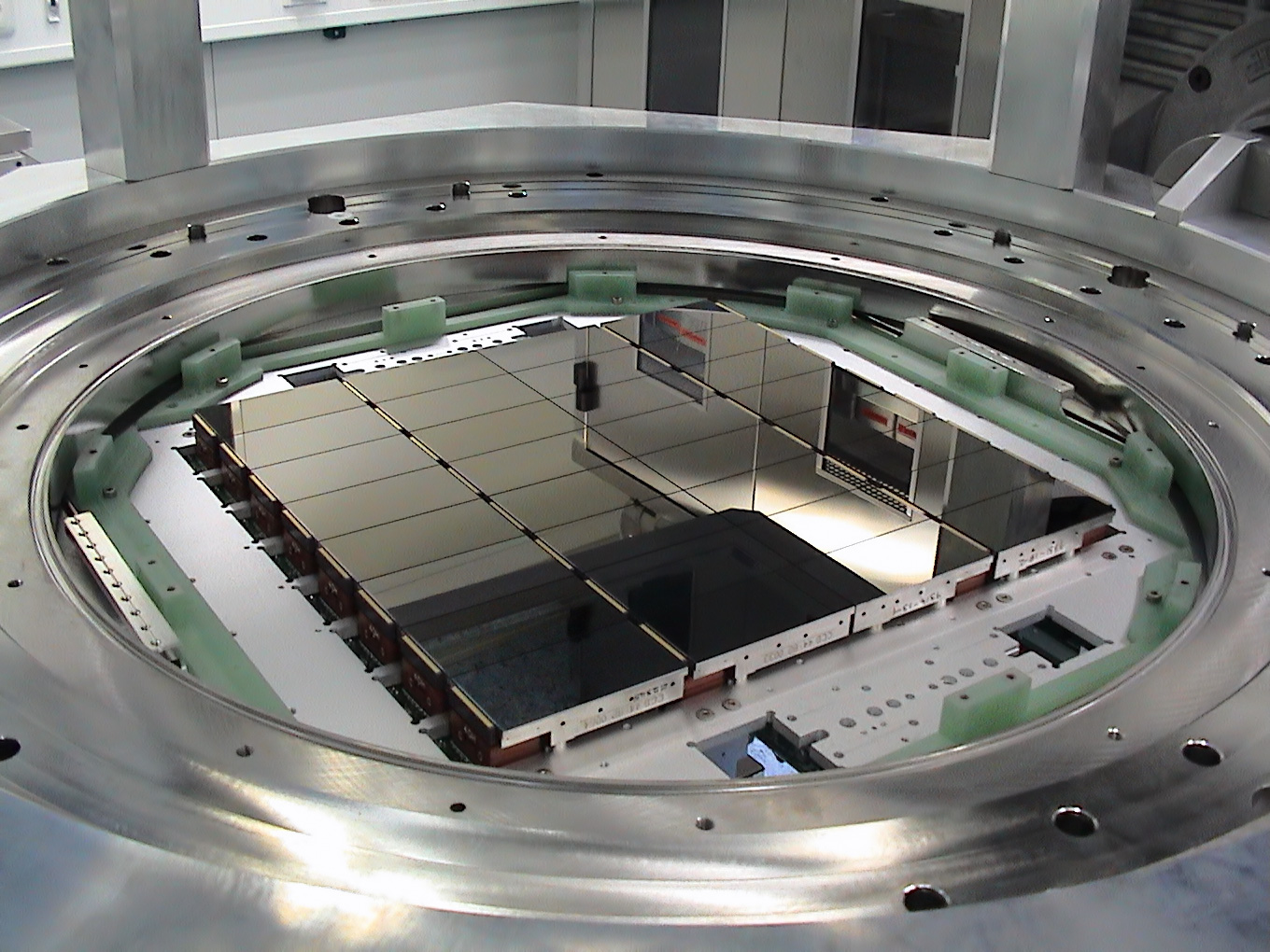
Matrice CCD de OmegaCAM.

Au niveau de son foyer Cassegrain, le VST héberge une caméra d'imagerie grand champ (nommée OmegaCAM), qui dispose d'une matrice de capteurs photographiques CCD de 268 mégapixels. Elle composée d'une mosaïque de 32 capteurs CCD e2v 2K x 4K (2048 x 4096 pixels)  (ce qui fait 268 mégapixels au total et produit un ensemble de 16K x 16K), et produite par un consortium international entre les Pays-Bas, l'Allemagne, l'Italie et l'ESO. Les caractéristiques de conception d'OmegaCAM comprennent quatre caméras CCD auxiliaires, deux pour l'autoguidage et deux pour l'analyse d'images en ligne. Elle dispose de plus de 12 filtres qui peuvent être utilisés, allant de l'ultraviolet au proche infrarouge. Elle dispose également d'un filtre H-alpha, qui est une raie d'émission très rouge créée lors de l'ionisation de l'atome d'hydrogène, et elle est importante pour tracé le mouvement du gaz dans des objets tels que les étoiless et les nébuleuses. L'ensemble du système de détection fonctionne dans le vide à environ -140 degrés Celsius derrière une grande fenêtre de verre dewar. Cette fenêtre protège non seulement les détecteurs de l'air et de l'humidité, mais agit également comme une lentille correctrice supplémentaire, pour éviter certaines anomalies. 
OmegaCAM est montée sur le foyer Cassegrain du télescope, ce qui permet au VST d'observer avec un champ de vision très élargi, et est souvent comparée avec la caméra avancée (ACS) du télescope spatial Hubble qui ne fait que 16 millions de pixels², ce qui signifie qu'OmegaCAM peut produire des images 16 fois plus grandes et détaillées que celle de Hubble.
Elle est le successeur du très réussi Wide Field Imager (WFI) actuellement installé sur le télescope MPG/ESO de 2,2 mètres à l'observatoire de La Silla. Comme le VLT, le VST couvre une large gamme de longueurs d'onde allant de l'ultraviolet à l'optique jusqu'au proche infrarouge (0,3 à 1,0 micron). Mais alors que les plus grands télescopes, comme le VLT, ne peuvent étudier qu'une petite partie du ciel à la fois, le VST est conçu pour photographier rapidement et en profondeur de vastes zones. Avec un champ de vue total de 1 x 1 degré, deux fois plus large que la pleine Lune, le VST assiste le VLT avec une imagerie grand angle en détectant et en pré-caractérisant les sources, que les télescopes unitaires du VLT peuvent ensuite observer avec bien plus précision.
Grâce à cet instrument, le VST est impliqué dans trois grands projets : le Kilo Degree Survey (KiDS), le VST ATLAS et le VST Photometric H-alpha Survey of the Southern Galactic Plane (VPHAS+) et plus (voir ci-dessous). Ces relevés complètent tous ceux effectués avec son télescope jumeau, VISTA, travaillant dans l'infrarouge, et étudient un large éventail de sujets allant des études de la Voie lactée à l'exploration de la nature de la matière noire. Un système logiciel dédié, spécialement conçu pour cet instrument, a été développé par les instituts de Groningue (aux Pays-Bas) et de Naples (en Italie), pour gérer la grande quantité de données produites par OmegaCAM - environ 30 téraoctets par an, soit l'équivalent d'avoir suffisamment de fichiers MP3 pour durer 50 ans de lecture en continu.

## Relevés astronomiques

La nébuleuse d'Orion telle que vue par le VST lors d'un programme fait avec VISTA.

La fonction principale du VST est de soutenir le Very Large Telescope en fournissant des relevés - à la fois d'imagerie étendus et multicolores et des recherches plus spécifiques d'objets astronomiques rares. Trois ont commencé en octobre 2011 dans le cadre du projet d'enquêtes publiques, et leur réalisation a pris cinq ans. 
Il s'agissait alors du Kilo-Degree Survey (KiDS), du VST ATLAS et du VST Photometric Hα Survey of the Southern Galactic Plane (VPHAS+). Ils se concentrent sur un large éventail de problèmes astronomiques, de la recherche de quasars hautement énergétiques à la compréhension de la nature de l'énergie noire.
La nébuleuse d'Orion a également été cartographiée dans un programme d'observation mêlant VISTA et le VST. Le volume de données produit par OmegaCAM est important. Environ 30 téraoctets de données brutes seront produits par an et seront renvoyés dans des centres de données en Europe pour y être traités. Un système logiciel nouveau et sophistiqué a été mis au point à Groningue et à Naples pour gérer le flux de données très important. Les produits finaux du traitement seront d'énormes listes d'objets trouvés, ainsi que des images, et celles-ci seront mises à la disposition des astronomes du monde entier pour une analyse scientifique. Le financement de l'analyse des données était encore incertain en 2011.

### Kilo-Degree Survey
Ce relevé image de 1 500 degrés2 a été fait dans quatre bandes photométriques (U, V, R et I). Les données collectées sont complétées par des observations dans le proche infrarouge effectuées par VISTA, lors du Kilo-Degree Infrared Galaxy Survey (VIKING). Les données combinées couvrent neuf bandes allant de l'optique à l'infrarouge. La vaste zone couverte par le relevé doit être imagée à une profondeur dans la magnitude apparente plus profonde que le Sloan Digital Sky Survey de 2,5 magnitudes, et avec une qualité d'imagerie supérieure. Les objectifs scientifiques de KIDS incluent l'étude des halos de matière noire et de l'énergie noire avec une faible lentille gravitationnelle, la recherche de quasars et d'amas de galaxies à décalage vers le rouge élevé et l'étude de l'évolution galactique.

### VST ATLAS
Ce relevé vise 4 500 degrés2 du ciel austral dans cinq filtres (U, V, R, I et Z) à des profondeurs comparables à celles du relevé Sloan. Ce relevé est également complété par des données dans le proche infrarouge venant du VISTA Hemisphere Survey (VHS). L'objectif principal est d'examiner les oscillations acoustiques baryoniques (oscillations de faible amplitude observées dans le spectre d'émission des galaxies actives) en examinant les galaxies rouges lumineuses afin de déterminer l'équation d'état de l'énergie noire. Parallèlement, le VST ATLAS fournira une base d'imagerie pour les relevés spectroscopiques du VLT.

### VPHAS+
Le relevé photométrique en bande H-alpha du plan galactique austral est l'un des relevés effectués avec le VST. Ce relevé couvre 1 800 degrés2 en utilisant cinq bandes (U, V, Ha, R et I), couvrant une partie considérable du plan galactique austral. VPHAS+ étudie environ 500 millions d'objets, dont de nombreux types d'étoiles rares tels que les étoiles Be et les étoiles variables de type T Tauri. Ce relevé a également servi pour cartographier la structure du disque galactique et pour comprendre l'histoire de la formation d'étoiles au sein de la Voie lactée. En plus des trois relevés publics, un ensemble de projets est en cours de réalisation dans le cadre de l'accord de temps d'observation garanti entre l'ESO et l'Observatoire astronomique de Capodimonte.

## Sciences
En planétologie, le télescope d'étude vise à découvrir et à étudier les corps éloignés du système solaire tels que les objets transneptuniens, ainsi qu'à rechercher les transits de planètes extrasolaires. Le plan galactique sera également largement étudié avec VST, qui cherchera des signatures d'interactions de marée dans la Voie lactée, et fournira aux astronomes des données cruciales pour comprendre la structure et l'évolution de notre Galaxie.
Plus loin, le VST explorera les galaxies proches, les nébuleuses planétaires extragalactiques et intra-amas, et effectuera des relevés d'objets faibles et d'événements de micro-lentilles. Le télescope scrutera également l'Univers lointain pour aider les astronomes à trouver des réponses à des questions de longue date en cosmologie. 
Il ciblera également les supernovae à décalage vers le rouge moyen pour aider à cerner l'échelle de distance cosmique et à comprendre l'expansion de l'Univers. Le VST recherchera également des structures cosmiques à décalage vers le rouge élevé, des noyaux galactiques actifs et des quasars pour approfondir notre compréhension de la formation des galaxies et des débuts de l'Univers.
Grâce au relevé VST ATLAS, le télescope ciblera l'une des questions les plus fondamentales de l'astrophysique d'aujourd'hui : la nature de l'énergie noire. Le relevé vise à détecter des oscillations de faible amplitude appelées oscillations acoustiques baryoniques qui peuvent être détectées dans le spectre de puissance des galaxies et qui sont l'empreinte des ondes sonores de l'Univers primordial sur la distribution de la matière. L'équation d'état de l'énergie noire peut être déterminée en mesurant les caractéristiques de ces oscillations. En extrapolant à partir d'enquêtes précédentes, il est très probable que le VST fera des découvertes inattendues avec des conséquences majeures pour la compréhension actuelle de l'Univers.